# 야타테촌
야타테촌(矢立村)은 아키타현 기타아키타군에 있던 촌이다. 현재의 오다테시 북동부, 오우 본선 시라사와 역·진바 역 주변에 해당하는

## 역사
- 1889년 4월 1일 - 정촌제 시행에 의해 4촌의 구역으로 성립하였다.
- 1899년 6월 21일 - 아키타현에서 처음으로 철도가 개업하고 관설 철도의 역으로 시라사와역과 진바역이 설치되었다.

### 철도
- 일본국유철도
  - 오우 본선

### 도로
- 국도 제7호선